# 志都美村
志都美村（しずみむら）は奈良県北西部、北葛城郡に属していた村。現在の香芝市北部、和歌山線志都美駅周辺にあたる。

## 歴史
- 1889年（明治22年）4月1日 - 町村制の施行により、上中村、高村、畠田村、平野村、今泉村が合併して葛下郡志都美村が発足。
- 1897年（明治30年）4月1日 - 所属郡を北葛城郡に変更。
- 1956年（昭和31年）4月1日 - 五位堂村・下田村・二上村と合併して香芝町が発足。同日志都美村廃止。

## 交通

### 鉄道路線
- 日本国有鉄道
  - 和歌山線
    - 志都美駅

### 道路
- 国道168号